# Tomashhórod
Tomashhórod (ucraniano: Томашго́род; polaco: Tomaszgród) es un asentamiento de tipo urbano de Ucrania, constituido administrativamente como una pedanía del municipio de Rokytne, en el raión de Sarny de la óblast de Rivne.
En 2017, el asentamiento tenía una población de 2465 habitantes.
Aunque se conoce su existencia como una pequeña aldea en documentos desde 1800, el actual asentamiento fue fundado por el Imperio ruso a principios del siglo XX, como poblado ferroviario de la línea de Kiev a Kóvel. En aquella época era un miasteczko en el uyezd de Rivne de la gobernación de Volinia. Desde aquella época, la localidad ha destacado por sus canteras de granito. La RSS de Ucrania lo clasificó como asentamiento de tipo urbano en 1960. Hasta 2020, el asentamiento tenía su propio ayuntamiento y se ubicaba en el raión de Rokytne.
Se ubica a medio camino entre Rokytne y Klésiv.